# Isidoro Del Lungo

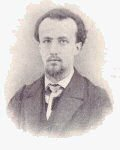
Isidoro Del Lungo (1863)

Isidoro Del Lungo (* 20. Dezember 1841 in Montevarchi, Provinz Arezzo; † 4. Mai 1927 in Florenz) war ein italienischer Literaturhistoriker und Literaturkritiker.

## Leben
Del Lungo studierte Rechtswissenschaft an der Universität Siena und der Universität Pisa, wo er 1860 abschloss, und wurde 1862 Professor am Gymnasium von Faenza, später in Casale Monferrato, Siena und 1868 in Florenz.
Er war seit 1868 Mitglied der Accademia della Crusca in Florenz und Mitredakteur des von der Accademia herausgegebenen Wörterbuchs. 
1890 wurde er korrespondierendes, 1901 nationales Mitglied der Accademia dei Lincei. 1906 wurde er zum Senator des Königreichs ernannt.
Neben vielen Arbeiten, die er in verschiedenen Zeitschriften veröffentlichte, erschienen von ihm auch einige Bücher.

## Werke
- Dino Compagni e la sua cronica (Florenz 1879–80, 3 Bde.)
- Versi (Florenz 1858)
- Leggende del secolo XIV (das. 1862)
- Prose volgari inedite e poesie greche e latine edite ed inedite di Angelo Poliziano (das. 1867)
- Scritti storici di Enrico Cangini (das. 1876)
- La critica italiana dinanzi agli stranieri e all’Italia (das. 1877)
- Dell’esilio di Dante (das. 1881)